# 大久保 (横浜市)
大久保（おおくぼ）は、神奈川県横浜市港南区の町名。現行行政地名は大久保一丁目から大久保三丁目。住居表示実施済み区域。ここではかつてあった大久保町についても述べる。

## 地理
港南区の北東部に位置し、東に上大岡西、西に東永谷、南に港南、北東に最戸、北に横浜市南区別所と接している。

### 面積
面積は以下の通りである。
| 丁目         | 面積（km²） |
| ------------ | ----------- |
| 大久保一丁目 | 0.137       |
| 大久保二丁目 | 0.241       |
| 大久保三丁目 | 0.209       |
| 計           | 0.587       |

### 地価
住宅地の地価は、2025年（令和7年）1月1日の公示地価によれば、大久保3-27-23の地点で18万円/m²、大久保1-9-5の地点で41万円/m²となっている。

## 歴史

### 沿革
大久保町
- 横浜市の編入前は、久良岐郡大岡川村大字久保であった。
- 1927年（昭和2年）4月1日 - 横浜市の編入に伴い、横浜市大久保町となる。
- 1927年（昭和2年）10月1日 - 中区の区制施行により、横浜市中区大久保町となる。
- 1943年（昭和18年）12月1日 - 南区の区制施行により、横浜市南区大久保町となる。
- 1967年（昭和42年）1月15日 - 大久保の一部を別所町、六ツ川二丁目、六ツ川三丁目へ編入。
- 1969年（昭和44年）10月1日 - 行政区再編成に伴い、港南区を新設。横浜市港南区大久保町となる。
- 1972年（昭和47年）6月5日 - 笹下町の一部を大久保に編入。
- 1975年（昭和50年）7月28日 - 大久保町の一部を大久保一丁目、大久保二丁目、大久保三丁目、上大岡西一丁目、最戸一丁目、最戸二丁目、下永谷町へ編入し、大久保町を廃止。

大久保
- 1975年（昭和50年）7月28日 - 大久保町、上大岡町、最戸町の各一部から編入し、新設設置。併せて住居表示実施[7]。

### 町名の変遷
| 実施後       | 実施年月日                | 実施前（各町名ともその一部）       |
| ------------ | ------------------------- | ---------------------------------- |
| 大久保一丁目 | 1975年（昭和50年）7月28日 | 大久保町、最戸町の各一部           |
| 大久保二丁目 | 1975年（昭和50年）7月28日 | 大久保町、上大岡町、最戸町の各一部 |
| 大久保三丁目 | 1975年（昭和50年）7月28日 | 大久保町の一部                     |

## 世帯数と人口
2025年（令和7年）6月30日現在（横浜市発表）の世帯数と人口は以下の通りである。
| 丁目         | 世帯数    | 人口     |
| ------------ | --------- | -------- |
| 大久保一丁目 | 1,388世帯 | 2,337人  |
| 大久保二丁目 | 2,358世帯 | 4,529人  |
| 大久保三丁目 | 2,033世帯 | 4,512人  |
| 計           | 5,779世帯 | 11,378人 |

### 人口の変遷
国勢調査による人口の推移。
| 年                 | 人口   |
| ------------------ | ------ |
| 1995年（平成7年）  | 10,509 |
| 2000年（平成12年） | 10,084 |
| 2005年（平成17年） | 10,920 |
| 2010年（平成22年） | 10,872 |
| 2015年（平成27年） | 11,847 |
| 2020年（令和2年）  | 11,641 |

### 世帯数の変遷
国勢調査による世帯数の推移。
| 年                 | 世帯数 |
| ------------------ | ------ |
| 1995年（平成7年）  | 4,606  |
| 2000年（平成12年） | 4,553  |
| 2005年（平成17年） | 4,745  |
| 2010年（平成22年） | 4,809  |
| 2015年（平成27年） | 5,266  |
| 2020年（令和2年）  | 5,449  |

## 学区
市立小・中学校に通う場合、学区は以下の通りとなる（2024年11月時点）。
| 丁目         | 番地            | 小学校               | 中学校             |
| ------------ | --------------- | -------------------- | ------------------ |
| 大久保一丁目 | 全域            | 横浜市立桜岡小学校   | 横浜市立港南中学校 |
| 大久保二丁目 | 1〜7番 31〜36番 | 横浜市立桜岡小学校   | 横浜市立港南中学校 |
| 大久保二丁目 | 8〜30番         | 横浜市立下永谷小学校 | 横浜市立港南中学校 |
| 大久保三丁目 | 全域            | 横浜市立下永谷小学校 | 横浜市立港南中学校 |

## 事業所
2021年（令和3年）現在の経済センサス調査による事業所数と従業員数は以下の通りである。
| 丁目         | 事業所数  | 従業員数 |
| ------------ | --------- | -------- |
| 大久保一丁目 | 150事業所 | 1,005人  |
| 大久保二丁目 | 94事業所  | 532人    |
| 大久保三丁目 | 36事業所  | 271人    |
| 計           | 280事業所 | 1,808人  |

### 事業者数の変遷
経済センサスによる事業所数の推移。
| 年                 | 事業者数 |
| ------------------ | -------- |
| 2016年（平成28年） | 299      |
| 2021年（令和3年）  | 280      |

### 従業員数の変遷
経済センサスによる従業員数の推移。
| 年                 | 従業員数 |
| ------------------ | -------- |
| 2016年（平成28年） | 1,587    |
| 2021年（令和3年）  | 1,808    |

## 施設
- 横浜市立桜岡小学校
- ハックドラッグ 上大岡大久保店
- 港南警察署 南高校前交番

## その他

### 日本郵便
- 郵便番号 : 233-0007[3]（集配局：港南郵便局[17]）

### 警察
町内の警察の管轄区域は以下の通りである。
| 丁目         | 番・番地等 | 警察署     | 交番・駐在所   |
| ------------ | ---------- | ---------- | -------------- |
| 大久保一丁目 | 全域       | 港南警察署 | 上大岡駅前交番 |
| 大久保二丁目 | 全域       | 港南警察署 | 上大岡駅前交番 |
| 大久保三丁目 | 全域       | 港南警察署 | 南高校前交番   |